# مینرال پوینت، میسوری
مینرال پوینت (به انگلیسی: Mineral Point) یک روستا (ایالات متحده آمریکا) در ایالات متحده آمریکا است که در شهرستان واشینگتن، میزوری واقع شده‌است.
 مینرال پوینت ۰٫۶۲ کیلومتر مربع مساحت و ۳۵۱ نفر جمعیت دارد و ۲۶۸ متر بالاتر از سطح دریا واقع شده‌است.